# Christian von Bülow
Christian Robert von Bülow (* 14. Dezember 1917 in Kopenhagen; † 13. Januar 2002) war ein dänischer Segler.

## Erfolge
Christian von Bülow, der für den Kongelig Dansk Yachtklub segelte, nahm zweimal an Olympischen Spielen in der Bootsklasse Drachen teil. Bei den Olympischen Spielen 1956 in Melbourne war er neben Cyril Andresen Crewmitglied der von Skipper Ole Berntsen angeführten Tip, die die Silbermedaille gewann. Zwar erzielten sie wie die von Folke Bohlin angeführte Slaghöken II aus Schweden 5723 Punkte, aufgrund der größeren Anzahl gewonnener Wettfahrten wurden die Schweden jedoch Olympiasieger. Den dritten Rang belegte das von Graham Mann angeführte britische Boot. Von Bülows zweite Olympiateilnahme erfolgte anlässlich der Olympischen Spiele 1964 in Tokio. Mit der White Lady wurde er als Crewmitglied diesmal selbst Olympiasieger: mit 5854 Punkten setzte er sich gemeinsam mit Ole Poulsen und Skipper Ole Berntsen knapp gegen das von Peter Ahrendt angeführte deutsche Boot Mutafo mit 5826 Punkten durch.